# Тетраантимонид пентаниобия
Тетраантимонид пентаниобия — бинарное неорганическое соединение
ниобия и сурьмы
с формулой Nb5Sb4,
кристаллы.

## Получение
- Сплавление чистых веществ в инертной атмосфере:

{\displaystyle {\mathsf {5Nb+4Sb\ {\xrightarrow {950^{o}C}}\ Nb_{5}Sb_{4}}}}

## Физические свойства
Тетраантимонид пентаниобия образует кристаллы
тетрагональной сингонии,
пространственная группа I 4m,
параметры ячейки a = 1,0314 нм, c = 0,35566 нм, Z = 2
.
При температуре 1,15÷4,2 К переходит в сверхпроводящее состояние 